# 民主青年进行曲
民主青年进行曲，1951年北京电影制片厂制作的黑白故事片。影片反映了1947年5月北大学生方哲仁参加“反饥饿、反内战、反迫害”的“五二〇运动”的故事。
电影改编自三幕六场的同名话剧《民主青年进行曲》。1948年5月初，华北联合大学为向在华沙举行的世界青年代表大会献礼，以中国民主青年斗争为题材，组织创作。编剧包括贾克、轲犁、田冲、桑夫、赵辛生、蓝光、李洵、夏淳、刘谷、黄悌等人。导演夏淳。同名插曲由夏淳作词、萧晴作曲。6月初，开始排演剧本。
1949年，话剧进行首次公演。获得成功。北平和平解放后，华北大学第二文艺工作团继续演出《民主青年进行曲》。日后，第二文艺工作团成为北京人民艺术剧院重要的组成部分。6月底至7月底，北京举办中华全国文学艺术工作者代表大会。参会代表观看演出后，一位代表评论：“党的领导表现得很成功。”1950年，刚刚成立的北京电影制片厂把话剧改编成电影，由王逸导演。

## 角色列表
先后依照出场顺序
- 方哲仁：孙道临
- 宋蓓华：姚向黎
- 何　迈：桑　夫
- 宋教授：谢　添
- 大　姐：史　林
- 贺百里：童　超
- 马　达：黎　铿
- 冯文辉：史　宽
- 大　刘：弓　志
- 周擎天：侯健夫
- 老夫子：安　然
- 潘文华：方　辉
- 王海生：陈方千
- 江正卿：方　化
- 刘　震：丛硕文
- 老　李：韩　焱
- 印刷工人：刘　柳
- 行辕军官：田　烈
- 行辕参谋：刘　宗
- 王　涣：徐清扬
- 淑　英：杨雪明
- 训导长：毕　钰
- 审讯特务：陈志坚